# Tricia Flores
Pour les articles homonymes, voir Flores.
Tricia Flores est une athlète bélizienne née en décembre 1979.

## Biographie

### Carrière
Elle représente le Belize aux Jeux olympiques d’été de 2008 à Pékin. Elle y remporte l’or au saut en longueur et le 4 x 100, l’argent au triple saut et le bronze au 4 x 400.
Son dernier résultat est la 11ème place pour le saut en longueur femmes aux Jeux Panaméricains 2011.

## Palmarès
| Date | Compétition                           | Lieu      | Résultat | Épreuve          | Marque       |
| ---- | ------------------------------------- | --------- | -------- | ---------------- | ------------ |
| 2001 | Jeux d'Amérique centrale (en)         | Guatemala | 3e       | Saut en longueur | 5 38         |
| 2001 | Jeux d'Amérique centrale (en)         | Guatemala | 3e       | 100 m            | 12 s 33      |
| 2001 | Jeux d'Amérique centrale (en)         | Guatemala | 3e       | 4 × 100 m        | 48 s 34      |
| 2010 | Jeux d'Amérique centrale (en)         | Panama    | 1re      | Saut en longueur | 5 97         |
| 2012 | Championnats d'Amérique centrale (en) | Managua   | 1re      | Saut en longueur | 5 67         |
| 2012 | Championnats d'Amérique centrale (en) | Managua   | 3e       | 100 m            | 12 s 34      |
| 2017 | Jeux d'Amérique centrale (en)         | Managua   | 3e       | Saut en longueur | 5 70         |
| 2017 | Jeux d'Amérique centrale (en)         | Managua   | 3e       | 4 × 100 m        | 47 s 44      |
| 2017 | Jeux d'Amérique centrale (en)         | Managua   | 3e       | 4 × 400 m        | 4 min 1 s 32 |